# Samodiva (folktro)

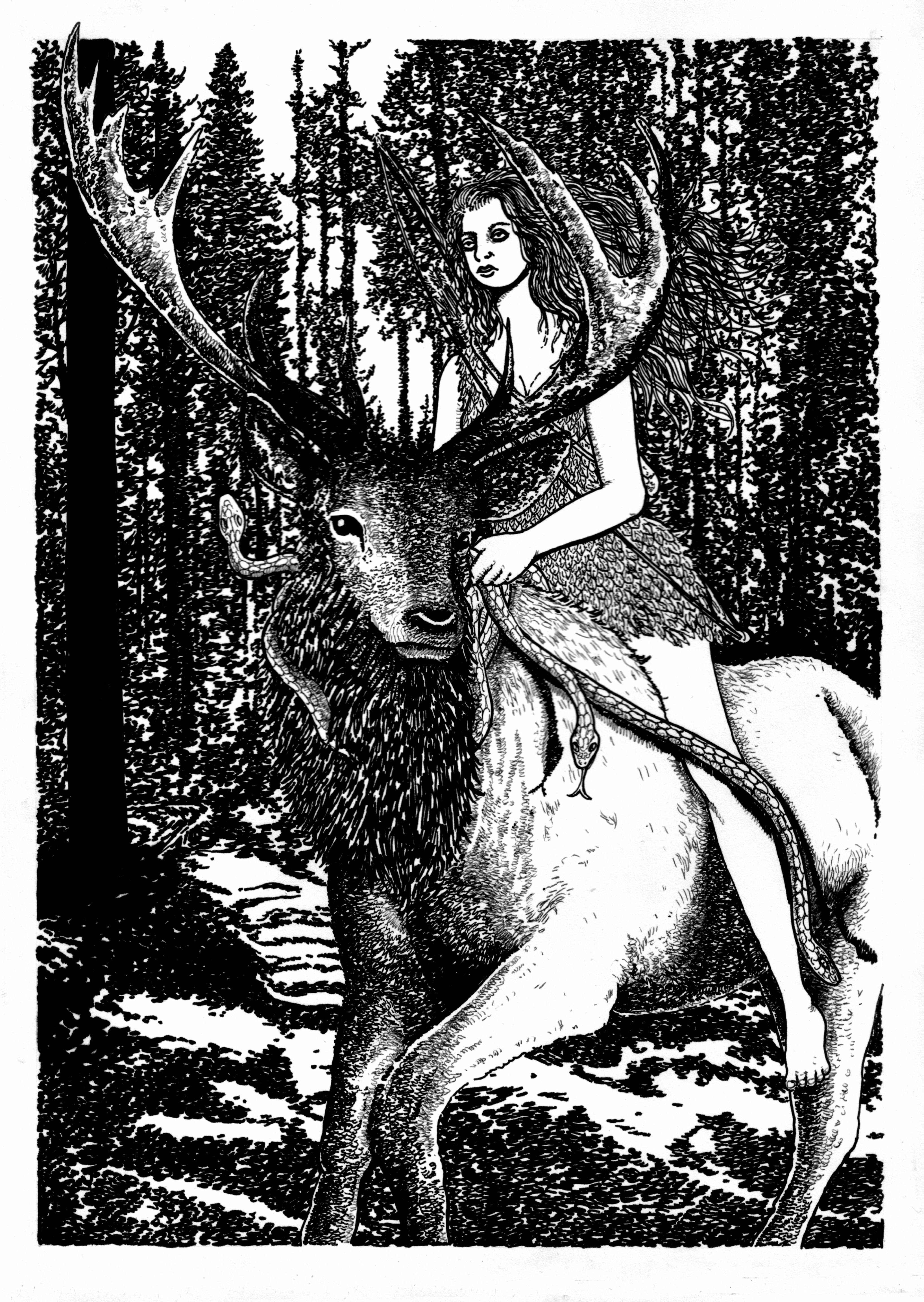

Samodiva (bulgariska: самодива) eller Vila är feer eller nymfer som enligt slavisk folktro lever i skogen i bergstrakter i Bulgarien.
De beskrivs som väldigt vackra unga kvinnor med långt, blont hår och klarblåa ögon, klädda i långa vita klänningar av månstrålar med grönt eller regnbågsfärgat skärp och med en blomsterkrans på huvudet. Samodiva rider på en hjort och använder ormar som tyglar. Om någon råkar skada hjorten blir han förhäxad och dör.
Samodiva tycker om att sjunga och dansa till flöjtmusik vid midnatt och sägs röva bort skickliga musiker till att spela för dem. Om dansen avbryts försvarar de sig med båge och pil och kan till och med hugga huvudet av dem som stör dansen. De är rädda för solljus och gömmer sig om dagen och går i dvala på vintern. Det sägs att de bor i en grotta och badar och tvättar sina kläder i floden Botunja som går genom grottan och staden Vărsjets.
Myten om Samodiva fortlever i avlägsna byar i Bulgarien där nymferna sägs uppmana befolkningen att fira kristna helgdagar såsom påsk och straffar dem som inte gör det.